# Aprenentatge ubic
Per a alguns autors, l'aprenentatge ubic (o-learning) guarda certa similitud amb l'aprenentatge a través de dispositius mòbils (mobile learning) atès que es basa en entorns d'aprenentatge als quals es pot accedir en diferents contextos i situacions. No obstant això, el concepte d'aprenentatge ubic seria més ampli en el sentit en què suposa una deliberada adaptació de la proposta d'ensenyament al context en el qual es troben immersos els estudiants. Burbules, per la seva banda, assenyalarà que perquè l'aprenentatge sigui efectivament "ubic" cal una experiència més distribuïda en el temps i l'espai. S'entén així que un ambient d'aprenentatge ubic és qualsevol escenari en el qual els estudiants poden arribar a trobar-se totalment immersos en el procés d'aprenentatge, conseqüentment, un ambient d'aprenentatge ubic és una situació o context educatiu generalitzat o omnipresent, en el qual fins i tot l'estudiant pot estar aprenent sense ser completament conscient del procés.

## Implicacions educatives de l'aprenentatge ubic[3]
L'aprenentatge ubic suposa un desplaçament de l'aula a un context no tradicional. El terme "ubiqüitat", al·ludeix a la omnipresència com a la possibilitat d'estar en diversos llocs simultàniament superant les limitacions imposades per l'entorn físic. Consegüentment, la ubiqüitat implica una especial capacitat per a la flexibilitat i l'adaptació a contextos diversos i en constant moviment. Mentre que en l'aula tradicional, el professor és la principal font d'informació i els estudiants són obligats a romandre en el mateix lloc i participar simultàniament en la mateixa activitat, en una situació d'aprenentatge ubic les activitats poden resoldre's en un espai temps diferent per a cada estudiant. En aquest sentit és necessari revisar els conceptes referits al context en el qual es dona la situació d'aprenentatge; termes com a educació formal i educació no formal no tenen cabuda en aquest tipus d'aprenentatge, ja que aquest procés es dona a qualsevol moment i lloc, podent interactuar amb institucions formals des de contextos no formals a través de diferents dispositius, fent confluir tots dos contextos d'una forma no concebuda en la seva definició tradicional. A més, els materials d'ensenyament es troben disponibles a tot moment i són accessibles des de qualsevol dispositiu. El rol del docent canvia perquè deixa de ser la principal font d'informació per transformar-se en un facilitador que pot acompanyar a cada estudiant segons ho demandi. Per aconseguir això, l'aprenentatge ubic promou un espai diferent de l'aula tradicional, un entorn segur però "sense estrès" on els estudiants poden interactuar entre si i amb els seus docents.
D'altra banda, aquesta modalitat educativa, prepara i encoratja als estudiants a continuar aprenent tota la seva vida, ensenyant-los com utilitzar els recursos disponibles per accedir a la informació quan aquesta és necessària i desenvolupant les seves habilitats per buscar-la i interpretar-la. Podria dir-se que els prepara per a la "vida real" en el sentit en què les tecnologies de la informació i la comunicació s'han tornat part de la vida quotidiana i per això els estudiants necessiten aprendre com utilitzar-les en les professions en les quals s'exerceixin en el futur.
L'aprenentatge ubic utilitza maneres de representació variades, en efecte, els materials són molt significatius en aquesta modalitat perquè els docents poden triar i dissenyar materials a fi de fer més efectiu el procés d'aprenentatge. En un entorn d'aprenentatge tradicional, els docents solen tenir limitacions per usar i produir materials, però en aquesta modalitat, solen fer-ho utilitzant els recursos que faciliten els entorns digitals tals com a fotografies, dibuixos, àudios, vídeos, etc.). A més, els estudiants també poden utilitzar recursos digitals per produir treballs (presentacions digitals, publicacions en línia) perquè els entorns d'aprenentatge ubic ofereixen a docents i estudiants moltes oportunitats de baix cost per representar el coneixement.